# Żelaziński

Żelaziński I według Siebmachera

Żelaziński I według Żernickiego

Żelaziński (Bawół, Selasinski, Zelasinski, Sellasen, Selasinski) – kaszubski herb szlachecki.

## Opis herbu
Herb występował w co najmniej pięciu wariantach. Opisy z wykorzystaniem zasad blazonowania, zaproponowanych przez Alfreda Znamierowskiego:
Żelaziński I (Bawół, Selasinski, Zelasinski): W polu srebrnym wół leżący czerwony. Klejnot: nad hełmem bez korony półksiężyc srebrny z twarzą (okiem w lewo), nad którym gwiazda złota. Labry: czerwone, podbite srebrne.
Tak herb blazonuje Nowy Siebmacher. Według Emiliana Szeligi-Żernickiego (Der polnische Adel, Die polnische Stamwappen) wół leży na murawie zielonej, zaś półksiężyc w klejnocie jest złoty, a cały klejnot umieszczony w koronie.
Żelaziński Ia (Sellasen): W polu pół wołu leżącego. Klejnot: nad hełmem bez korony półksiężyc z twarzą (okiem w prawo), nad którym gwiazda. Labry. Barwy herbu i labrów nieznane.
Żelaziński Ib (Selasinski): Jak I, ale nad grzbietem wołu powtórzony klejnot. Wariant ten występował też z trzema gwiazdami w miejsce jednej.
Żelaziński II (Selasinski): Jak I, ale wół stojący, księżyc w klejnocie okiem w prawo.
Żelaziński III (Selasinski): Na tarczy dzielonej w słup, w polu prawym, srebrnym, pół wołu czerwonego, wyskakującego, w polu lewym, błękitnym, półksiężyc złoty z twarzą (okiem w prawo), nad którym takaż gwiazda. Klejnot: nad hełmem bez korony godło z pola lewego. Labry: z prawej czerwone podbite srebrem, z lewej błękitne, podbite złotem.
Herb ten łączy godło właściwego herbu z klejnotem na jednej tarczy.

## Najwcześniejsze wzmianki
Herb nieznany polskiej heraldyce. Najstarszym przedstawieniem tego herbu jest rysunek na mapie Pomorza Lubinusa z 1618 (wariant Ia). Warianty I oraz Ib, II i III wymieniane przez Nowego Siebmachera. Wariant I wymienia ponadto Żernicki (nieco inne blazonowanie niż u Siebmachera) oraz Benno von Winckler (Die nationalitaten Pomerellens).

## Rodzina Żelazińskich
Rodzina pochodząca ze wsi Żelazno. Pierwsza wzmianka o rodzinie pochodzi z 1575 (Selassen, Selasinsken). Kolejne wzmianki z 1601, 1605 i 1658 (z tego roku Jan i Jerzy). W 1 połowie XVIII wieku rodzina posiadała jeszcze części wsi Bochowo, Dzięcielec, Łówcz, Nawcz, Siemirowice, Słuszewo, Świchowo, a pod koniec tego stulecia jeszcze Bukowino, Smołdzino i Stawiski i Cieszonek. W połowie XIX wieku nie mieli już żadnych dóbr poza Żelaznem, za to służyli w armii pruskiej. Rodzina wydała dwóch generałów: Gustaw Adolf von Selasinsky, Karl Friedrich von Selasinsky, a także niższych rangą oficerów.

## Herbowni
Żelaziński (Selasinski, Selasinsky, Sellasen, Sellasinsken, Sellosen, Zelasen, Zelasinski)